# Капаау

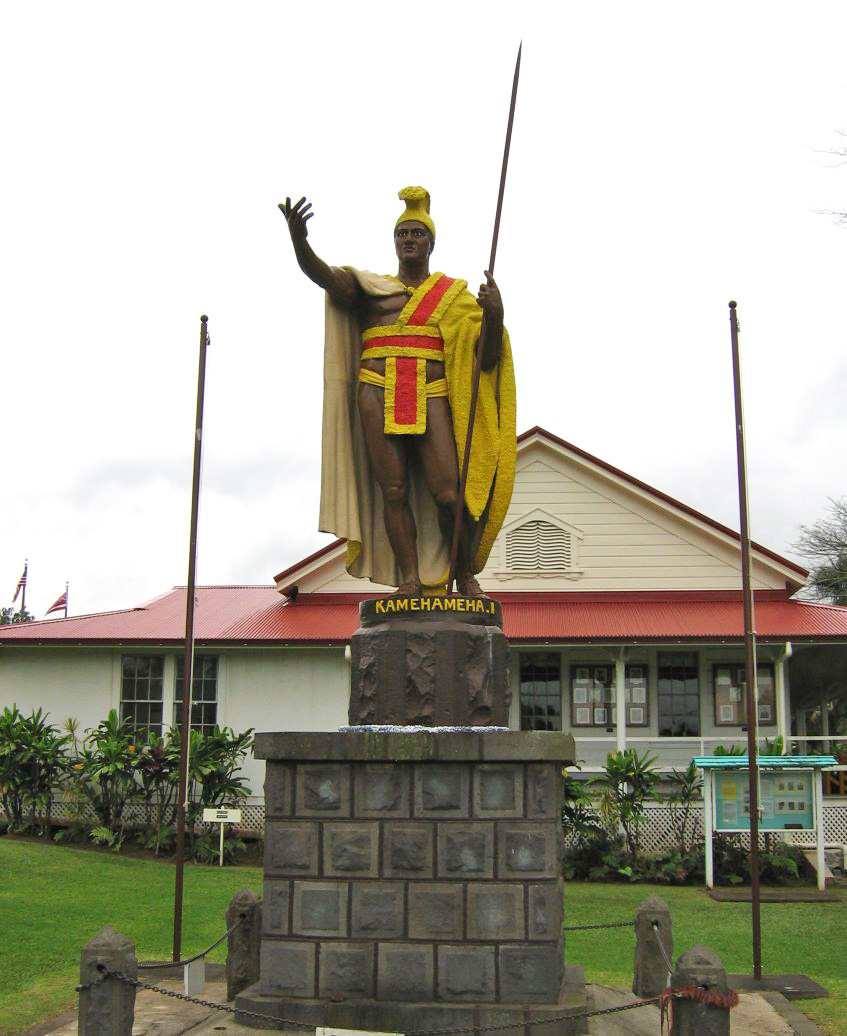
Статуя Камеамеа I перед общественным центром Капаау

Капаау (гав. Kapaʻau) — статистически обособленная местность, расположенная на острове Гавайи в округе Гавайи (штат Гавайи, США). Здесь родился король Камеамеа I.
Почтовый индекс США для Капаау 96755.

## География
Согласно Бюро переписи населения США статистически обособленная местность Капаау имеет общую площадь 5,6 квадратных километров, относящихся к суше.

## Демография
По данным переписи населения за 2000 год в Капаау проживало 1159 человек, насчитывалось 405 домашних хозяйств, 270 семей и 443 жилых дома. Средняя плотность населения составляла около 207 человек на один квадратный километр.
Расовый состав Капаау по данным переписи распределился следующим образом: 23,47 % белых, 0,09 % — чёрных или афроамериканцев, 0,09 % — коренных американцев, 27,44 % — азиатов, 9,32 % — коренных жителей тихоокеанских островов, 37,88 % — представителей смешанных рас, 1,73 % — других народностей. Испаноговорящие составили 16,65 % населения.
Из 405 домашних хозяйств в 28,6 % — воспитывали детей в возрасте до 18 лет, 50,6 % представляли собой совместно проживающие супружеские пары, в 11,6 % семей женщины проживали без мужей, 33,3 % не имели семьи. 26,2 % от общего числа семей на момент переписи жили самостоятельно, при этом 17,3 % составили одинокие пожилые люди в возрасте 65 лет и старше. В среднем домашнее хозяйство ведут 2,81 человек, а средний размер семьи — 3,48 человек.
Население Капаау по возрастному диапазону (данные переписи 2000 года) распределилось следующим образом: 27,1 % — жители младше 18 лет, 7 % — между 18 и 24 годами, 22,3 % — от 25 до 44 лет, 24,4 % — от 45 до 64 лет и 19,2 % — в возрасте 65 лет и старше. Средний возраст жителей составил 40 лет. На каждые 100 женщин приходилось 94,5 мужчин, при этом на каждые сто женщин 18 лет и старше приходилось 93,4 мужчин также старше 18 лет.
В поселении имеется средняя школа Кохала, включающая и начальные классы.

## Экономика
Средний доход на одно домашнее хозяйство Капаау составил 45 764 долларов США, а средний доход на одну семью — 50 703 доллара. При этом мужчины имели средний доход в 30 694 доллара в год против 28 021 доллар среднегодового дохода у женщин. Доход на душу населения составил 17 131 доллар в год. 4,7 % от всего числа семей в местности и 7,8 % от всей численности населения находилось на момент переписи за чертой бедности, при этом 9,8 % из них были моложе 18 лет и 6,8 % в возрасте 65 лет и старше.

## Достопримечательности
В 1888 году для установки в Капаау, была отлита статуя гавайского короля Камеамеа I, но при транспортировке затонула в океане, затем воссоздана и воздвигнута в Капаау. Фактическое место рождения короля было на несколько миль в стороне, в историческом местечке Кохала, которое труднодоступно для посещения. 11 июня в штате отмечается праздник в честь Камеамеа, в поселении по этому поводу проводится парад.
Примерно в пяти километрах к северо-востоку от Каапау находится маяк Каухола.